# Tertina Mihály
Tertina Mihály (Eperjes, 1750 körül – Gyula, 1808. október 28.) főgimnáziumi tanár.

## Élete
Előbb katolikus növendékpap volt, azután több helyt tanárkodott, így Eperjesen, Miskolcon, 1799-ben a budai királyi gimnáziumban mint segédtanár, és Nagyváradon, ahol a költészetet tanította és prodirektor is volt. Tagja volt 1804. május 13.-tól a jenai mineralógiai társaságnak, a római és trieszti akadémiának és az erlangeni szépművészeti társaságnak is. Egy életrajzgyűjtemény megjelentetését is tervezte. Később azonban az ivászatra adta magát és szélhámoskodott; Kazinczy Ferenc szerint «befurja magát a hol pénzt csiphet»; ezért állásától is megfosztották. Meghalt 1808. október 28-án Gyulán (Békés megye) utazás közben.
Szorgalmas munkatársa volt a Schedius Zeitschriftjének; latin költeménye jelent meg a Magyar Kurirban (1792. 50. sz., 1796. sat.); a Magyar Hirmondóban (1794. XI. 606. latin verse és 1794. VI. 181-189. l. két latin cikke).

## Munkái
- Carmen, quo migrantis Agria, Zagrabia et Claudiopoli cleri junioris, in ampléssimas sedes Pestanas, quas instructioni cleri religionis firmamento vovit Josephus II. anno 1786. memoriam perennem Consignavit. Hely n.
- Ode, quam Illustr. ac Rev. Dno Maximiliano Verhovacz, in reg. Hung. Universitate facultatis theologiae doctori... modo episcopo Zagrabiensi sacram esse volvit anno 1787. Hely n.
- Elegia in funere Josephi Gallich, generalis regii seminarii Pestiensis de clero Zagrabiensi alumni, die 11. Januarii 1787. Pestini.
- Bajtay Antonius, Oratio habita Budae ad amplissimos Hungariae ordines III. idus Maii 1749. Huic accedit allocutio ad Transsilvaniae proceres de vita, scriptisque auctoris commentariolus. Curante... Uo. 1787.
- Ode, quam honoris Gratique animi causa viro clariss. Georgio Aloysio Szerdahelyi, regii archigymnasii Budensis directori... post perlecta, sibi muneri data, opera aesthetica, scripsit, eidemque IIX. cal. Maii nominis diem agenti, obtulit. Budae, 1789.
- In immortalis herois, ducisque Gedeonis Laudonii, Belgrado per Pestinum Viennam redeuntis, et in regia Budensi die XX. Decembris anno 1789. hospitali triumphalem adveatum carmen epicum. Uo. 1790.
- Sacrae apostolicae regni Hungariae coronae in regia Budensi die 21. Febr. 1790. collocatae, memoriam carmine elegiaco celebravit M. T. Uo.
- Carmen votivum, quod ad diem XXV. Julii, divo Jacobo apostolo sacram, patri sou optimo Dno Jacobo Sihvlszki, in perpetuum suae erga eum pietatis, ac observantiae monumentum obtulit obsequentissimus filius. 1792. Hely n.
- Carmen epicum, quod honoribus Dni Georgii Tokodi, dum inter s. c. & r. a. m. consiliarios decreto aulico relatus esse, mense Februario anni 1795. annunciaretur, in grati animi, et venerationis tesseram inscripsit M. T. Debrecini.
- Encomium Adm. Rev. Dni Andreae Zachár, archi-dioecesis Strigoniensis presbyteri secularis... 1796. Pestini. (Költemény.)
- Carmen gratulatorium, quo praeoccupantur festiva vota ante diem nominis Rev. Dni Simonis Faba. Oblatum Tirnaviae... 1796. Uo.
- Ad experrectos undique et adversus Gallos sub auspiciis dilecti pro-regis sui Josephi insurgentes Hungaros paraenesis, Magno Varadini Calendis Maji 1797. vulgata. Debrecini. (Költ.)
- Epicedion Joannis Bieleck de Eadem, in legione pedestri Jellachichiana hungarica toga, sagoque longe clrarissimi primarii centurionis Ladislai Bieleck, clerici regularis scholarum piarum fratris Germani unici, qui anno aetatis 48. Chr. Dni 1798. XII. cal. Junii vitam Veronae terminavit. Cassoviae, 1799. (Költemény.)
- Simonis Faba Carmina, edita per... Uo. 1799.
- Allocutio, qua patrem optimum, Dnum Wolffgangum Miskolczi de Roglaticza, in i. comitatu Bihariensi e primariis tabulae judiciariae adsessorem in vacante episcopatu Magno-Varadinensi dominiorum Várad, Bél et Vaskoh praefectum, filius Joannes Miskolczi a 1799. salutavit. Hely n.
- Festivum syncharma, quod tribus successive splendidissimis dignitatibus, utpote: inclyti comitatus Schimeghiensis supremi comitis officio... tabulae septemviralis munere... exornato, Dno Comiti Francisco Széchényi... cum summa pietatis, ac observantiae testificatione cecinit... Martio a. 1800. Cassoviae, 1801.
- Memoria inaugurationis pontificiae Illust. ac Rev. Dni Nicolai Konde de Póka-Telek, episcopi Magno-Varadinensis, 19. April. 1801. solenni ritu... his etiam officiosis versiculis posteritati transcripta. Debrecini.
- Sancti Basilii... oratio. Cassoviae, 1801.
- Xenium poeticum, quod seren. august. Germano, Carolo, haeredit. regio Hungariae principi... 1802. auspicatius oriente submissae venerationis, reverentiaeque ergo sacrum esse voluit. Uo.
- Carmen gratulatorium, quod Illustr. ac Rev. Dno Andreae Zasio, dum is per Dnum Franciscum Szányi, episcopum Rosnaviensem, in praepositum infulatum more, rituque ecclesiae orthodoxae... 1802. Jászoviae benediceretur, atque inauguraretur. Cassoviae.
- Gloriosissimus pacis et religionis triumphus, in Gallicanae reipublicae primi consulis, Napoleonis Bonaparte pacifico simulacro, quod adnuti, et decreto Pii VII. pontificis... Canova... romae ex pario marmore caelat, poetice adumbratus in Hungaria mense Martio 1803. Posonii.
- Pietas adversus nostrae memoriae, ac aetatis longe clarissimi triumphalis herois, Pauli Kraii, Scepusiensis patritii... Pestini XXII. januarii 1804. mortalitate exuti, beatos manes. Hely n. és Vacii, 1804.
- Monumentum pietatis et honoris excelsae Bánffiorum gentis scientiarum, liberaliumque artium singularis fautricis, ac patronae cultui, venerationique ea, qua par est, observantia a musis Magno-Varadinensibus in grati animi tesseram sacratum; dum per Dnum comitem Volfgangum Kemény, qua vicarium regium ill. D. liber baro Paulus Bánffi de Losontz in incl. comitatus Krasznensis supremum comitem a. 1804. inauguraretur. Magno-Varadini, 1804. (Költemény).
- Trophaeum inclitae scientiarum academiae Tergestinae, amplissimis illustris, praeclarissimique litteratoris Josephi Colleti meritis ac honoribus devotum; dum is in frequentissima ornatissimorum virorum corona numismate aureo ab august. Francisco II. praemii vice misso, per Sig. Lovász VIII. Januarii 1804. condecoraretur. Uo. 1804. (Költ.)
- Adplausus Parnassi Pannonii, quo egregiis virtutibus ac meritis debitam, ord. Divi Stephani parvae crucis dignitatem Rev. ac Magn. Dno Georgio Aloysio Szerdahelyi gratulatur 1806. Uo. 1806. (Költ. Két kiadás).
- Lessus in obitum dulcissimi pusionis, nobilibus prognati parentibus, Francisci Xaverii Szotoczky. Hely és év n. (Költ.)
- Carmen epicum quod illustri nomini, ac adoreae, Rev. Dni Nicolai Edelspacher de Gyorok, dum solenni ritu in abbatem magnae hungarorum Dnae adsumtae in coelos dei parae trium fontium de Bél benediceretur honoris, grati animi et memoriae causa sacravit. Hely és év n.